# Jemgum
Jemgum (Nederlands, verouderd: Jemmingen, Gronings en Oost-Fries: Jemmen), gelegen aan de Eems in de Landkreis Leer, is een gemeente in de Duitse deelstaat Nedersaksen. Ze telt 3.595 inwoners. De gemeente vormt – met de buurgemeenten Bunde en Weener en het dorp Bingum in de gemeente Leer – het Duitse deel van de streek Reiderland in Oost-Friesland. Deze streek heeft de vorm van een schiereiland.

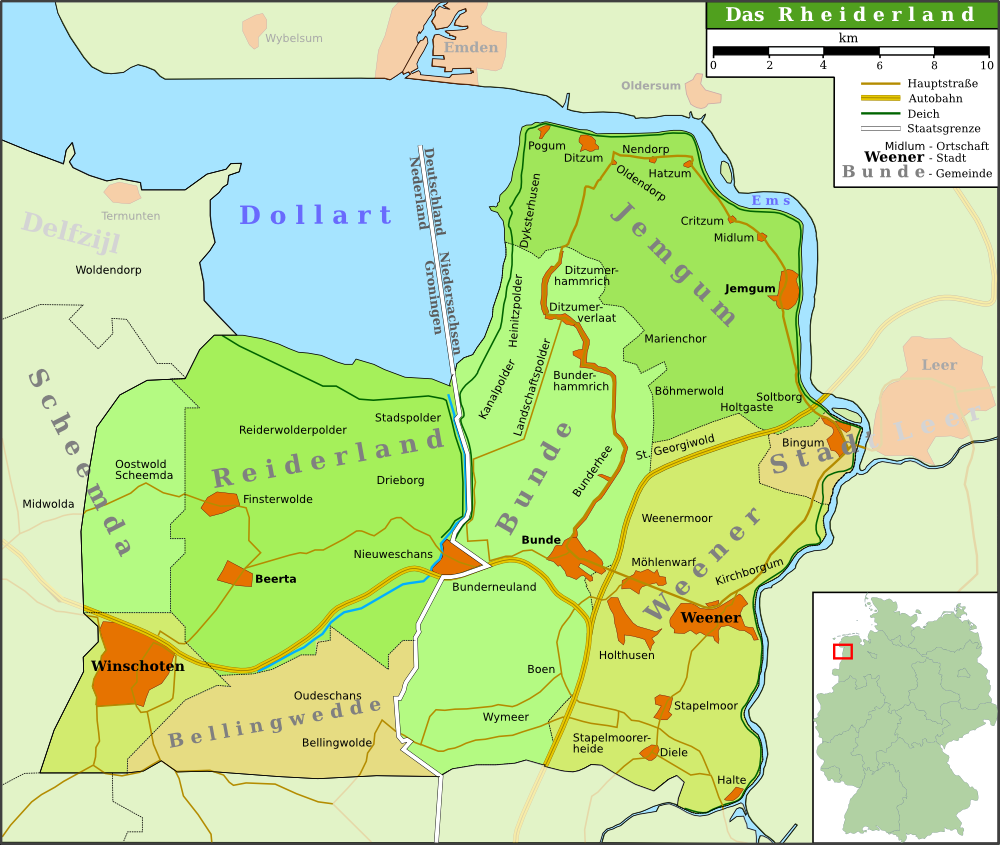
Kaart van het Reiderland; Jemgum rechtsboven

## Infrastructuur

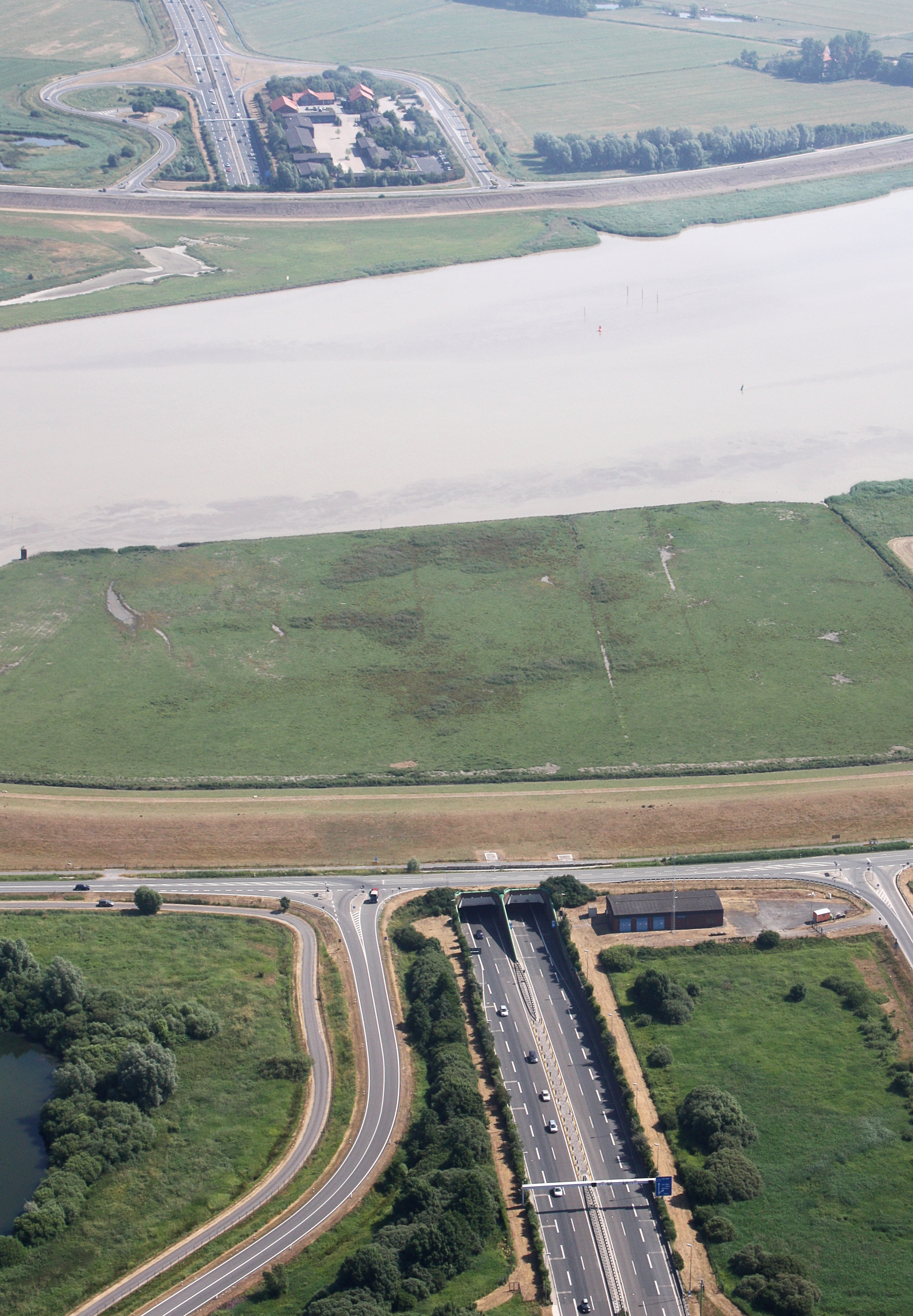
De Eemstunnel in de A31

De gemeente ligt niet aan een spoorlijn. Openbaar vervoer is beperkt tot een belbusdienst, die overdag ook in de weekends kan worden opgeroepen. Het dichtstbijzijnde spoorwegstation staat te Leer. 
Afrit 12 van de Autobahn A31, bij de tunnel in deze autosnelweg onder de Eems, ligt dicht bij het gehucht Soltborg onder Holtgaste. Naast de A31, op de plaats waar door zandwinning voor de aanleg van deze Autobahn een meertje ontstond, bevindt zich de plaatselijke recreatieplas (Badesee).
Het dorp Ditzum is door een veerpont over de Eems verbonden met Petkum, gemeente Emden. Ter hoogte van Nendorp ligt in de Eems de stormvloedkering Emssperrwerk.

## Plaatsen in de gemeente Jemgum

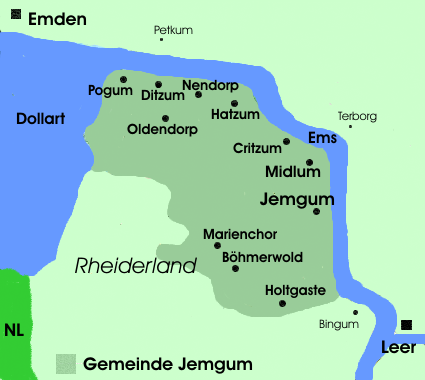
Ligging van de dorpen van de gemeente Jemgum

De gemeente bestaat uit elf kerngebieden (Ortsteile), volgens onderstaande lijst, die in 2015 speciaal door de gemeente Jemgum aan de Duitse Wikipedia ter beschikking is gesteld:
| Dorp       | Aantal inwoners | Oppervlakte (km²) | Bijbehorende dorpjes en gehuchten                                                      |
| ---------- | --------------- | ----------------- | -------------------------------------------------------------------------------------- |
| Jemgum     | 1531            | 11,89             | Eppingawehr, Jemgumgaste, Klimpe, Neu-Sappenborg (vroeger Timpe genaamd), Sappenborg   |
| Ditzum     | 657             | 10,39             | Aaltukerei (deels), Ditzumerhammrich (deels), Großwarpen, Kleinwarpen                  |
| Midlum     | 295             | 7,42              | Eppingawehr                                                                            |
| Holtgaste  | 235             | 8,46              | Soltborg (aan de A31), Groß-Soltborg, Bentumersiel, Jemgumkloster, Deddeborg, Geise    |
| Pogum      | 205             | 4,75              | Dyksterhusen                                                                           |
| Hatzum     | 160             | 9,79              | Boomborg, Eilingwehr, Hatzumerfehn                                                     |
| Critzum    | 158             | 6,97              | Coldeborg, Coldeborger Burgplatz, Coldeborgersiel, Marienchorer Balkhaus               |
| Nendorp    | 126             | 4,22              | Wischenborg                                                                            |
| Oldendorp  | 87              | 5,29              | Arche, Entennest, Ledige Platz, Leegeplatz, Oldendorper Hammrich, Oosting, Wischenborg |
| Böhmerwold | 51              | 4,73              | Bovenhusen                                                                             |
| Marienchor | 38              | 4,57              | Marienchorer Bülthäuser                                                                |
| Gesamt     | 3540            | 78,48             | –                                                                                      |

Jemgum is de zetel van het gemeentehuis. Ditzum beschikt over een gemeenteloket.

## Geschiedenis
Bij het gehucht Bentumersiel, onder Holtgaste,  zijn tussen 1928 en 2008 belangrijke archeologische vondsten gedaan uit de tijd van het Romeinse Keizerrijk. Ter plaatse lag aan de linkeroever van de Eems reeds sinds de 2e of 1e eeuw v.Chr. een Germaanse nederzetting. Deze kan bij de grens tussen de gebieden van de Friezen en de Chauken gelegen hebben. Wellicht was het een havenplaats, mogelijkerwijs zelfs met een vorm van stapelrecht; de boeren onder de bewoners kunnen hun boerderij  met veestallen op de terp van het nabije gehucht Jemgumkloster hebben gehad; deze terp bestond reeds vóór het begin van de jaartelling. De bewoners van de site Bentumersiel hebben handel met het buitenland gedreven. Er is één Keltisch sieraad gevonden, en talrijke Romeinse voorwerpen. Het is mogelijk, dat de Romeinse veldheer Germanicus in het jaar 16 de Romeinse vloot bij deze nederzetting liet landen. Zie ook: Augustus' veldtochten in Germanië. Bewijzen voor een castra, een Romeins legerkampement op deze locatie, zijn niet geleverd. De Germaanse nederzetting was tot plm. 300 bewoond. Rond 300 is nog het overlijden van een Germaanse vrouw te dateren, in wier graf talrijke Romeinse sieraden zijn gevonden (Dame von Bentumersiel). De wetenschappelijke instelling Niedersächsisches Institut für historische Küstenforschung (NIhK) te Wilhelmshaven heeft veel van dit onderzoek gedocumenteerd (zie weblink).

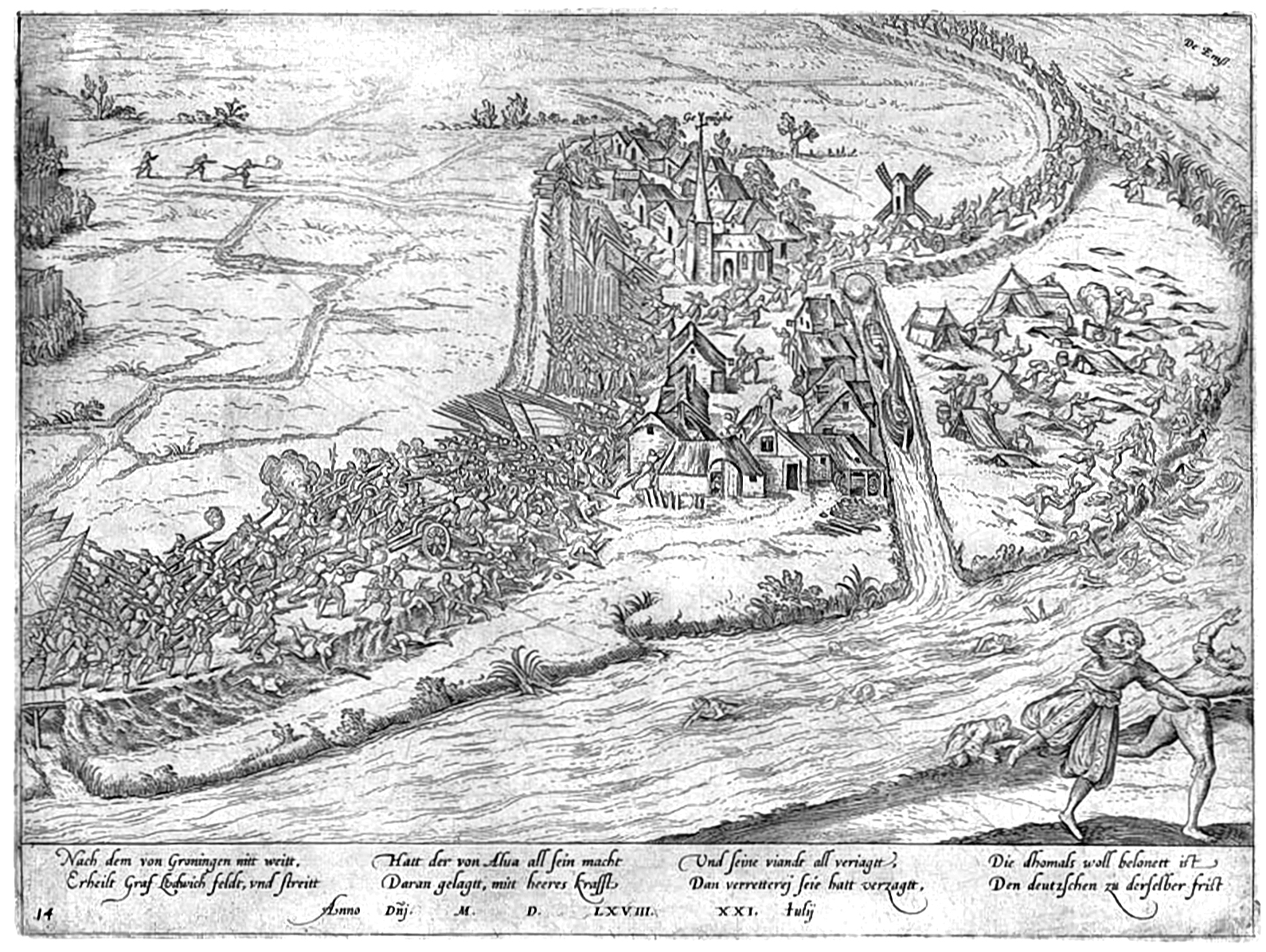
De slag bij Jemmingen in 1568

Bij Jemmingen vonden twee veldslagen plaats. De eerste slag bij Jemmingen was in 1533. De tweede slag bij Jemmingen op 21 juli 1568, is voor Nederland de belangrijkste. Op die dag versloeg het Spaanse leger van de hertog van Alva de Nederlandse troepen van Lodewijk van Nassau. Dit betekende in het beginstadium van de Tachtigjarige Oorlog een doorbraak voor de Spanjaarden.
Van de 16e eeuw af was Ditzum de belangrijkste havenplaats in het gebied van de huidige gemeente.
De huidige gemeente Jemgum is een fusie van 11 voorheen zelfstandige gemeenten (zie hierboven) die in 1973 werden samengevoegd tot de nieuwe gemeente Jemgum. De hoofdplaats Jemgum is gesticht in de 8e eeuw. 
Zie voor historische gegevens ook de artikelen over de 11 afzonderlijke Ortsteile.

## Politiek
De gemeenteraad van Jemgum bestaat uit 14 leden. Daarnaast is de gekozen burgemeester van rechtswege ook lid van de gemeenteraad. De samenstelling van de gemeenteraad is sinds de verkiezingen in september 2021 als volgt:
| Partij                    | 2021 | 2016 |
| ------------------------- | ---- | ---- |
| SPD                       | 5    | 7    |
| CDU                       | 4    | 3    |
| FDP                       | 1    | 1    |
| Jemgum 21                 | 4    | 2    |
| Wir für Jemgum            | -    | 1    |
| Burgemeester (ambtshalve) | 1    | 1    |
| Totaal                    | 15   | 15   |

## Economie
De gemeente heeft, ondanks de terugloop in werkgelegenheid sedert plm. 1970, de agrarische sector (melkveehouderij) nog als belangrijkste economische factor. Daarnaast is er op bescheiden schaal nog sprake van visserij, met name op garnalen (te Ditzum).  Op enkele bedrijventerreinen, waarvan het grootste zich bij afrit 12 van de A31 bevindt, is naast midden-en kleinbedrijf een aantal kleine fabrieken in de metaalsector gevestigd. Eén daarvan produceert havenkranen, een andere bouwt onderdelen voor windturbines.
De in de 19e en vroege 20e eeuw belangrijke productie van bakstenen en klinkers is na de Tweede Wereldoorlog sterk teruggelopen en rond 1970 door een combinatie van verschillende factoren ter ziele gegaan. Het toerisme en de productie van windenergie zijn daarentegen van meer belang dan vóór het jaar 2000. In de gemeente wonen verder verscheidene woonforensen, die in Emden werken, o.a. in de autofabriek van Volkswagen in die stad.
De waterschappen Rheider Deichacht en Sielacht Rheiderland zijn te Jemgum gevestigd.

## Bezienswaardigheden

### Oude dorpskerken
Jemgum maakt deel uit van Oost-Friesland, dat mede om zijn historische, vaak middeleeuwse, op een warft gebouwde dorpskerkjes beroemd is. Verscheidene van deze kerkjes hebben ook een fraai of welluidend kerkorgel. Zie ook: Lijst van historische kerken in Oost-Friesland.
Binnen de gemeente Jemgum bezitten alle elf Ortsteile zulke kerkjes:
- Hervormde Kerk (Jemgum)
- Kerk van Ditzum
- Kerk van Midlum (Reiderland)
- Sint-Liudgerkerk (Holtgaste)
- Kerk van Pogum
- Sint-Sebastiaankerk (Hatzum)
- Kerk van Critzum
- Kerk van Nendorp
- Kerk van Oldendorp
- Kerk van Böhmerwold
- Sint-Mariakerk (Marienchor)

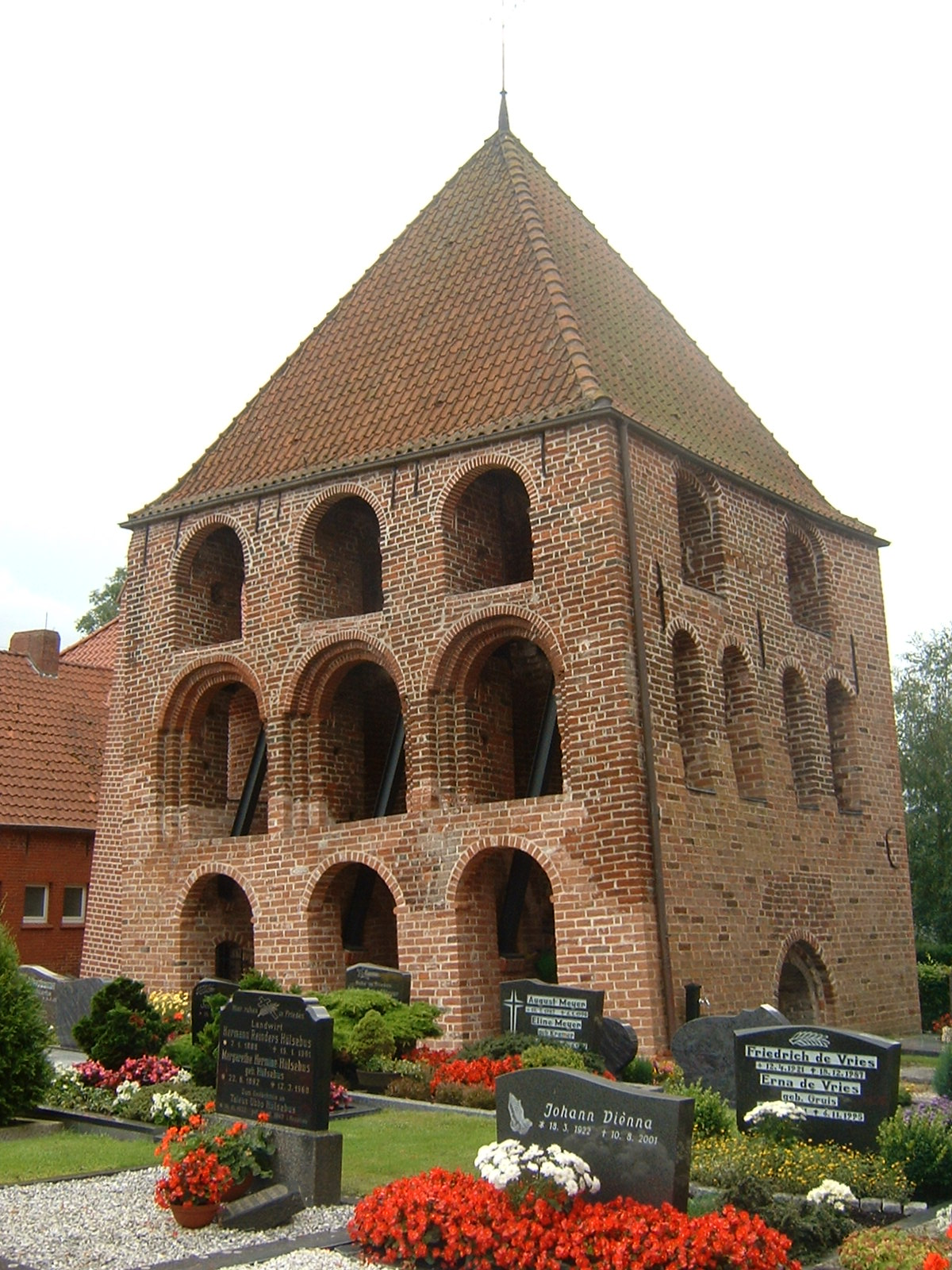
Scheve toren van Midlum

De toren van Midlum staat schever dan de Toren van Pisa: respectievelijk 6,74° en ca. 4°.

### Natuurschoon
De kust van de Dollard behoort tot het Nationaal Park Nedersaksische Waddenzee. Hier, en ook in vogelreservaten elders in de gemeente, komen veel strand- en weidevogels voor. In het weidevogelreservaat Hatzumerfehn komen o.a. de grutto, de kievit en de veldleeuwerik voor.

### Overige

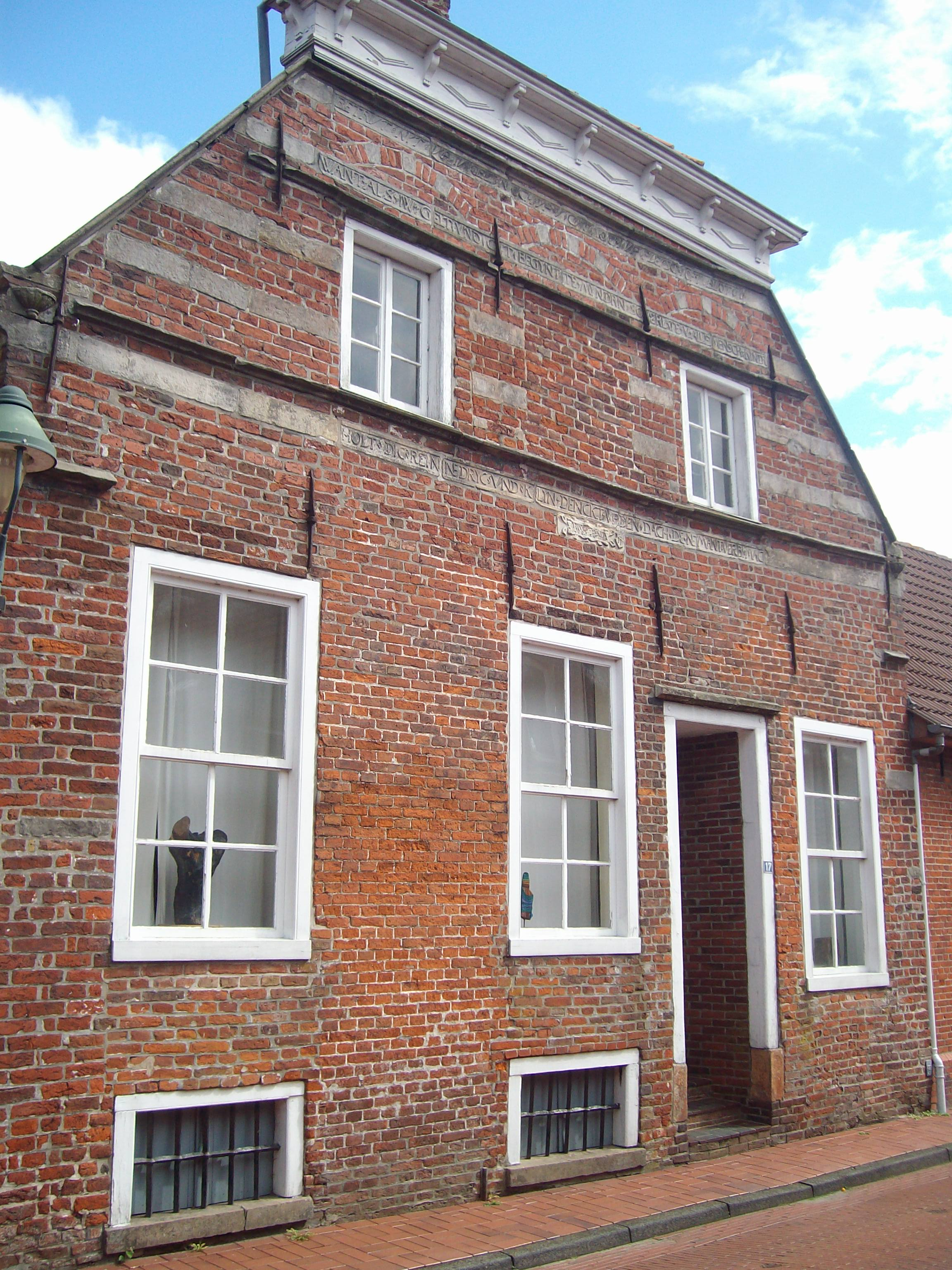
Albahaus, Jemgum

In het dorp Jemgum zelf valt het uit 1567 daterende Albahaus (Alva-huis) op. Dat na de tweede slag bij Jemmingen de Hertog van Alva er gelogeerd zou hebben, moet naar het rijk der legenden worden verwezen. Het werd door een zekere Heuwe Syrt gebouwd, een nazaat van een 15e-eeuwse lokale hoofdeling. De oude molen van Jemgum dateert van oorsprong uit 1756.
Het dorp Ditzum met zijn haventje en oude molen is schilderachtig. In dat dorp staan ook twee kleine musea, gewijd aan respectievelijk de garnalenvisserij en aan flessenscheepjes.
Bij Pogum, het Endje van de Welt, worden jaarlijks als folkloristisch en toeristisch evenement  Kreierrennen (sliksleeraces) gehouden.
De gemeente ligt aan een aantal toeristische, meerdaagse fietsroutes, o.a. de Internationale Dollardroute, de Dortmund-Ems-Kanal-Route, een rond 350 kilometer lange route naar het Ruhrgebied, en de langere, meer natuurschoon passerende EmsRadweg langs de Eems naar zijn bron te Schloß Holte-Stukenbrock.
Buitendijks, bij Midlum, staat in een voormalige steenfabriek een Ziegelei-Museum (steenfabriekmuseum). 

## Belangrijke personen in relatie tot de gemeente
- Hermann Tempel (Ditzum, 29 november 1889 – Oldenburg, 27 november 1944), Duits SPD - politicus